# 北彩都あさひかわ

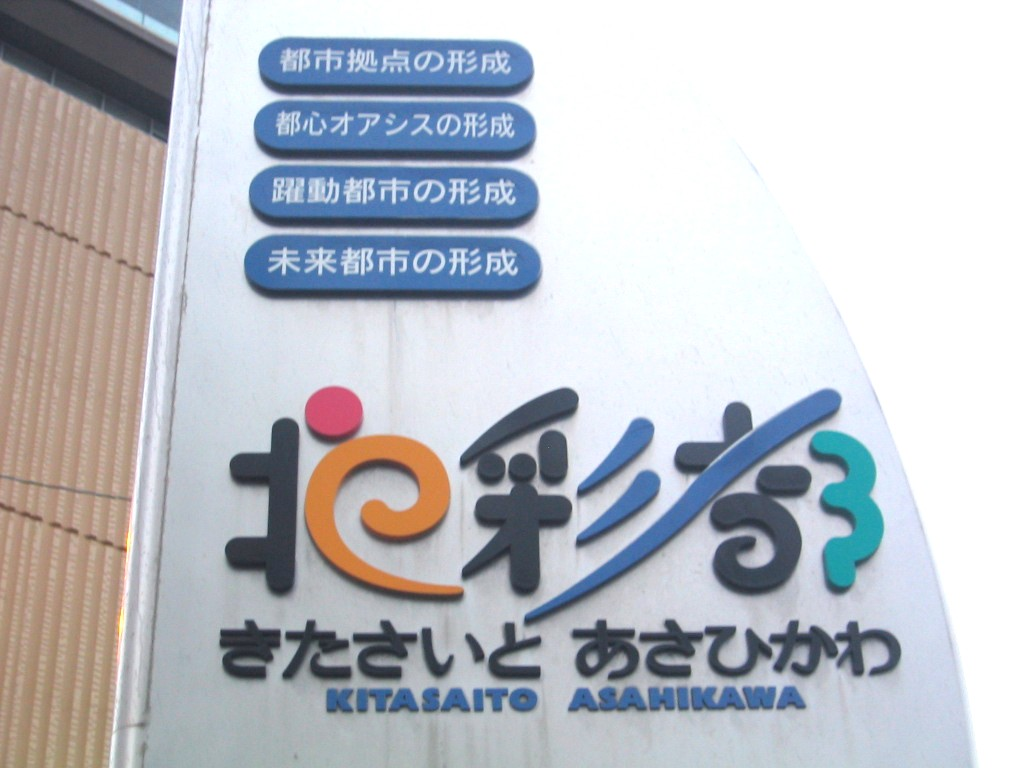
「北彩都あさひかわ」の看板（2010年5月）

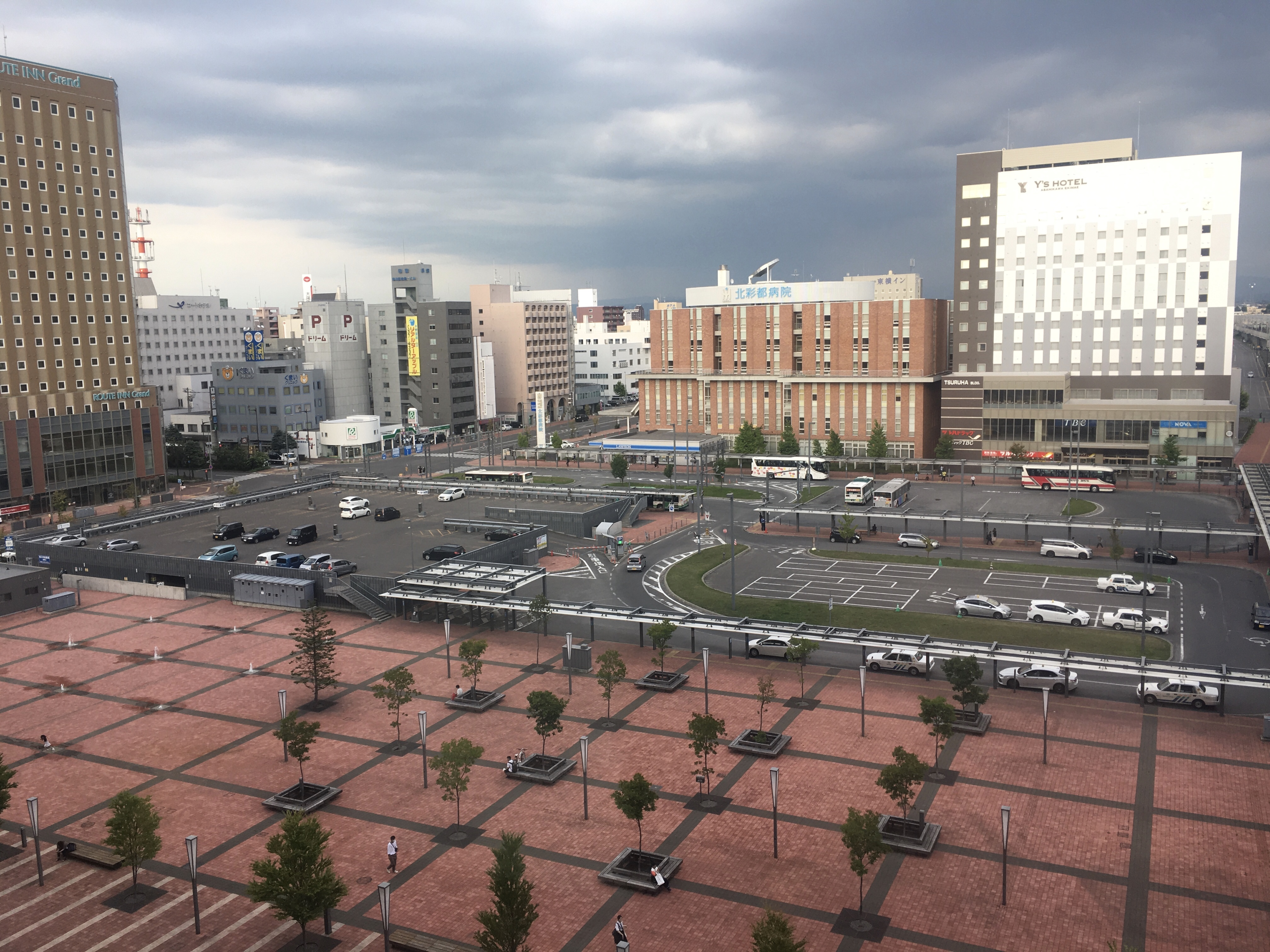
旭川駅前広場（2020年8月）

北彩都あさひかわ（きたさいとあさひかわ）は、北海道旭川市の再開発事業「旭川駅周辺開発地区」の愛称であり、立体交差事業や土地区画整理事業、河川空間整備事業などの事業の総称。地区計画「北彩都あさひかわ地区」として旭川の新たな教育・文化・産業・行政の拠点形成と自然環境を生かした都市空間の創出を目指している。

## 概要
旭川駅を中心とする市街地と忠別川の間に位置する86.2ヘクタールの区域であり、旧日本国有鉄道跡地を有効活用するとともに忠別川で分断されていた都心部と神楽地区の連続化を計り、国・北海道・旭川市・JR北海道が事業者になっている複数の事業を一体的に進めたプロジェクト。総括調整者は加藤源。マスタープラン（基本計画）策定当初からアメリカからピーター・ウォーカー (ランドスケープアーキテクト)のランドスケープデザイン事務所が参加しており、ランドスケープ・プランニング的な考え方やデザイン手法が取り入れられている。特筆すべき点として、忠別川をアーバンデザインの骨格に位置づけて、河川空間と市街地の整備を一体的に推進したことが挙げられる。実際の設計は下田明宏率いるD+Mが担当した。「あさひかわ北彩都ガーデン」の設計は高野文彰の高野ランドスケーププランニングが担当した。
基本コンセプトに「『都心ルネッサンス・旭川』〜人々の楽しく集う空間、未来型の都心〜」を掲げ、柱となる4つのコンセプトを「【都心拠点の形成】北の生活文化産業の融合拠点づくり」、「【都心オアシスの形成】自然と融合する都心づくり」、「【躍動都心の形成】活き活き躍動する都心づくり」、「【未来都心の形成】旭川のメインステージづくり」とした。また、整備方針を以下の通りに定めた。
- 鉄道の高架及び忠別川を横断する南北道路の整備
- 旭川市発展のための新しい機能の導入
- 忠別川の環境を活かした都心部の形成
- 楽しくにぎわいを演出する都心部の形成

## 事業
|          | 旭川鉄道高架事業                                                             | 旭川駅周辺土地区画整理事業                                                   | 関連街路事業                                                                 | 忠別川河川空間整備事業                                                       | シビックコア地区整備事業                                                     |
| -------- | ---------------------------------------------------------------------------- | ---------------------------------------------------------------------------- | ---------------------------------------------------------------------------- | ---------------------------------------------------------------------------- | ---------------------------------------------------------------------------- |
| 設計期間 | 1992年10月 - 2013年3月                                                       | 1992年10月 - 2013年3月                                                       | 1992年10月 - 2013年3月                                                       | 1992年10月 - 2013年3月                                                       | 1992年10月 - 2013年3月                                                       |
| 施行期間 | 1997年6月 - 2014年7月                                                        | 1997年6月 - 2014年7月                                                        | 1997年6月 - 2014年7月                                                        | 1997年6月 - 2014年7月                                                        | 1997年6月 - 2014年7月                                                        |
| 事業費   | 約1,080億円                                                                  | 約1,080億円                                                                  | 約1,080億円                                                                  | 約1,080億円                                                                  | 約1,080億円                                                                  |
| 面積     | 市街地部86 ha、河川区域約40 ha、計約126 ha                                   | 市街地部86 ha、河川区域約40 ha、計約126 ha                                   | 市街地部86 ha、河川区域約40 ha、計約126 ha                                   | 市街地部86 ha、河川区域約40 ha、計約126 ha                                   | 市街地部86 ha、河川区域約40 ha、計約126 ha                                   |
| 事業主体 | 北海道                                                                       | 旭川市                                                                       | 北海道・旭川市                                                               | 国土交通省北海道開発局・旭川市                                               | 国土交通省北海道開発局・旭川市                                               |
| 事業者   | 旭川市・国土交通省北海道開発局・上川総合振興局旭川建設管理部・北海道旅客鉄道 | 旭川市・国土交通省北海道開発局・上川総合振興局旭川建設管理部・北海道旅客鉄道 | 旭川市・国土交通省北海道開発局・上川総合振興局旭川建設管理部・北海道旅客鉄道 | 旭川市・国土交通省北海道開発局・上川総合振興局旭川建設管理部・北海道旅客鉄道 | 旭川市・国土交通省北海道開発局・上川総合振興局旭川建設管理部・北海道旅客鉄道 |

### 旭川鉄道高架事業
旭川駅を中心に限度額立体交差事業により線路を高架化して駅舎を新設する事業。忠別川のある南側に約70 m移設する別線方式を採用し、全国的にも珍しい「川のある駅舎」になった。設計は内藤廣。高架事業は1998年（平成10年）10月に着工し、地区内にあった車両基地（旭川運転所）を北に約6 km離れた市内の永山に移設することから始まった。移設完了後の2003年度（平成15年度）から高架工事に着手し、高架橋は道路と交差する区間を見直して形状を工夫したほか、富良野線高架橋を周囲の緑や水辺空間と調和する構造に変更するなど景観に配慮した。駅舎外壁は全面ガラス張りで忠別川や市街地を見ることができ、川とまちをつなぐ役割を担っている。駅舎内装は「木のまち旭川」「家具のまち旭川」を意識して道産木材を多用し、コンクリート柱の表面も木目調となっているのが特徴になっている。駅舎全体は幅180 m、奥行60 mの大きな屋根で覆われており、樹林をイメージした20本の柱（四叉柱）で支えて大きな内部空間を演出している。2011年度（平成23年度）に事業完了した。

### 旭川駅周辺土地区画整理事業
都心部を駅南側に拡大するとともに河川空間などの自然と調和した市街地を形成するため、道路や公園などの都市基盤整備を行って鉄道高架の用地などを確保する事業。計画当初から土地利用計画だけではなくランドスケープ・プランニングを重視しており、地区計画や都市景観条例を考慮しながら計画づくりを進めた。1998年度（平成10年度）に地区計画方針と一部の地区整備計画を決定し、数度の変遷を経て2010年度（平成22年度）に全地区の計画が決定した。景観条例により「北彩都あさひかわ地区」として景観計画重点区域に指定されている。8路線の都市計画道路と区画道路、4ヵ所の街区公園と河川緑地と一体した地区公園（宮前公園）を整備した。また、旭川駅舎や高架橋が以前より70 m南側に移ったことから駅前広場が約0.8 haから約2.2 haへと拡大され、駅前周辺に点在していたバス停留場を集約を図るためにバス乗降場を整備したほか、タクシープールや駐輪場、イベント広場も整備した。

### 関連街路事業
忠別川に3つの橋を架ける幹線道路整備であり、南北の市街地分断を解消するための事業。新神楽橋は交通渋滞解消のため4車線化などの工事を行って2003年度（平成15年度）に開通。背景にある神楽岡公園の丘陵地との景観を考慮してアーチ橋にした。氷点橋とクリスタル橋は極度に橋梁のデザインが主張しない計画によってシンプルな桁橋とし、橋名は公募によって決まり、氷点橋は2011年度（平成23年度）、クリスタル橋は2013年度（平成25年度）に開通した。なお氷点橋の名前は三浦綾子の小説『氷点』にちなむ。

### 忠別川河川空間整備事業
堤防の整備と合わせて親しみやすい河川空間を創出する事業であり、河川管理者である北海道開発局の「忠別川水辺プラザ事業」と旭川市が河川敷地内の整備を行った。河畔林は生態学的混播・混植法によりヤチダモやハンノキなどの在来種を市民と一緒に植樹した。あさひかわ北彩都ガーデンがある右岸地区には「生態階段」があり、市街地から河川空間への移行帯を複数のテラスに細分して構成しており、川に近づくにつれて手入れの度合いを弱くして自然植生そのものを鑑賞の対象にしている。また、「大池」は市民が気軽に川に接することができる水面であり、自然な流れである忠別川とは対照的になっている。ここでは、かつて忠別川の後背地を形成していた広大な湿地の一部を再生し、レクリエーション空間や環境教育の場としての役割を設けている。左岸地区は川の流れが持つ曲線の効果を強調するのが最も適切であると考えられて限られたデザイン要素のみを整備している。地区公園の宮前公園にはガーデンセンターを設置しており、あさひかわ北彩都ガーデンの拠点施設になっている。

### シビックコア地区整備事業
シビックコアを取り入れて1996年度（平成8年度）に国の認可を受け、旭川市障害者福祉センターおぴった、旭川合同庁舎、旭川市科学館 サイパル、旭川市市民活動交流センター（CoCoDe）を建設した。

## 沿革
昭和60年代から旭川市中心部の南側に位置する神楽地区に新たな都市機能（旭川大雪アリーナ、道北地域旭川地場産業振興センター、旭川市大雪クリスタルホール）を整備していった。また、国鉄分割民営化によって日本国有鉄道清算事業団所有の未利用地が生じたため、1987年（昭和62年）策定の『旭川新総合開発計画』では旭川駅周辺地区においての広域的な拠点施設の立地や交通網の整備などを進めることにした。
- 1991年（平成02年）：計画策定。
- 1996年（平成08年）：旭川駅周辺土地区画整理事業認可[30]。
- 1998年（平成10年）：旭川シビックコア地区整備計画策定[31]。北彩都工事着工[32]。
- 2002年（平成14年）：旭川市障害者福祉センターおぴったオープン[33]。
- 2003年（平成15年）：旭川運転所が北旭川駅構内に移転[34]。新神楽橋（北海道道219号新開旭川線）開通。
- 2004年（平成16年）：旭川合同庁舎（I期）完成（2008年にII期完成）[35][36][37]。
- 2005年（平成17年）：北彩都病院開設[38]。旭川市科学館 サイパルオープン[39]。
- 2010年（平成22年）：旭川市市民活動交流センター（CoCoDe）オープン[40]。鉄道高架開通し、旭川駅舎一部開業[41][42][43]。
- 2011年（平成23年）：氷点橋、北彩都橋（北海道道98号旭川多度志線）開通[44]。旭川駅舎全面開業[45]。
- 2012年（平成24年）：北彩都あさひかわ地区を含む「旭川都心地区」が『まち交大賞』まちづくりシナリオ賞受賞[46]。
- 2013年（平成25年）：あさひかわ北彩都ガーデン駅南エリアプレオープン[47]。クリスタル橋開通[48]。
- 2014年（平成26年）：「北彩都あさひかわ」完成記念事業開催[49][50]。住居表示・町名変更[51]。
- 2015年（平成27年）：イオンモール旭川駅前開業[52][53]。あさひかわ北彩都ガーデングランドオープン[54]。
- 2016年（平成28年）：「忠別川河川空間整備事業」が『全建賞』（河川部門）受賞[55]。
- 2020年（令和02年）：森山病院新築移転[56]。

## 地区

### 北彩都テーマ地区
北の生活、文化、産業などに関する施設の導入を図り、多目的広場などの確保に努め、隣接する街区「北彩都シビックコア地区」及び忠別川沿いに配置する地区公園とともに新しい都市活動の場を形成する。
- 北海道マイホームセンター旭川北彩都会場
- コーチャンフォー旭川店[57]
- 北海道スバル旭川北彩都店

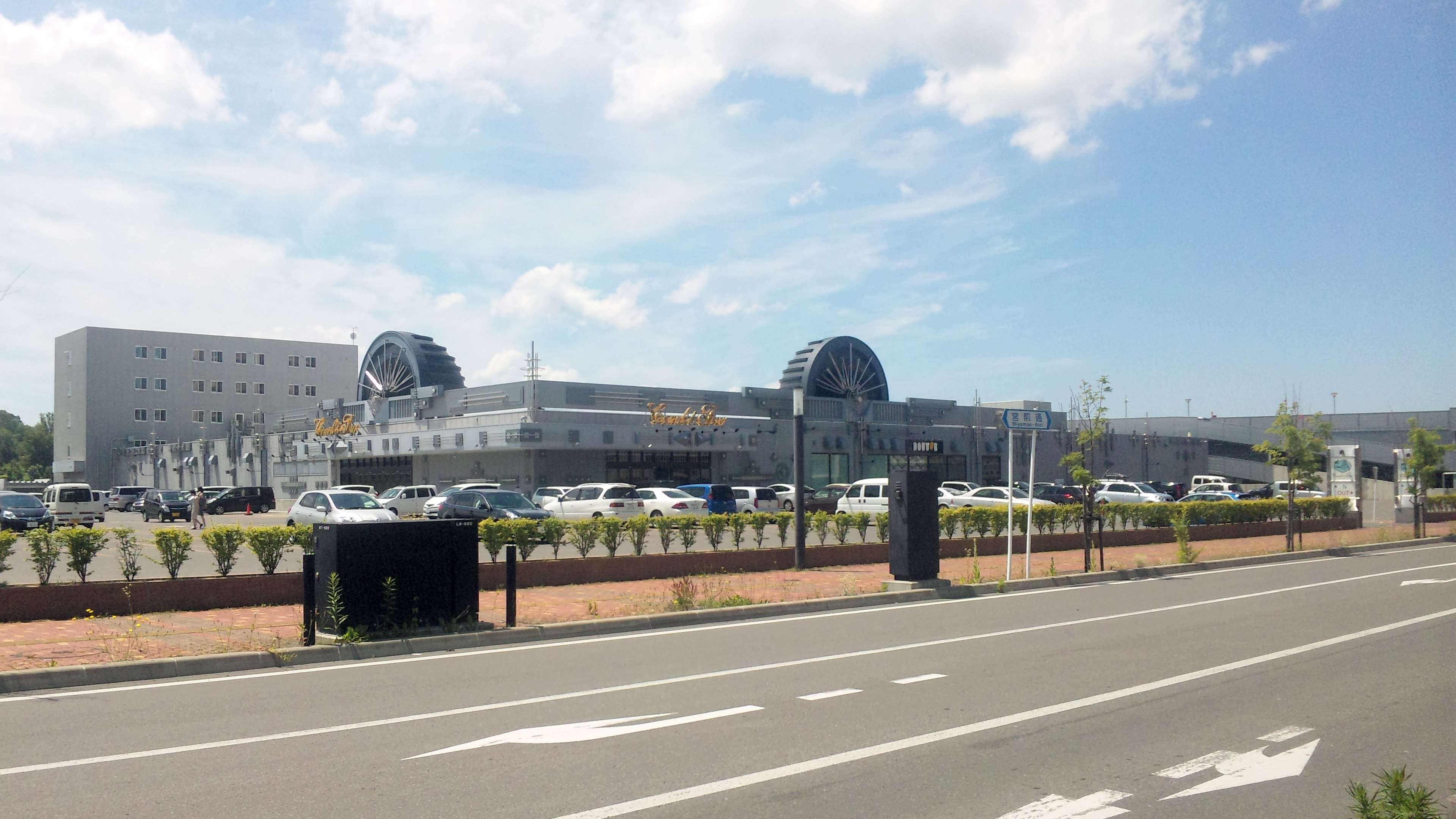
コーチャンフォー旭川店（2016年6月）

### 北彩都複合地区（駅前地区・駅東地区）
旭川駅に直結する本地区の入口として顔となる街区であることから、商業・業務施設及びサービス施設などの導入を促進し、賑わいと魅力のある都会的な空間を創出する。
- 駅前地区
  - イオンモール旭川駅前・JRイン旭川
  - ツルハビルディング・ワイズホテル旭川駅前
  - 北彩都病院
- 駅東地区
  - ホテルWBFグランデ旭川
  - 旭川駅パーク&トレイン

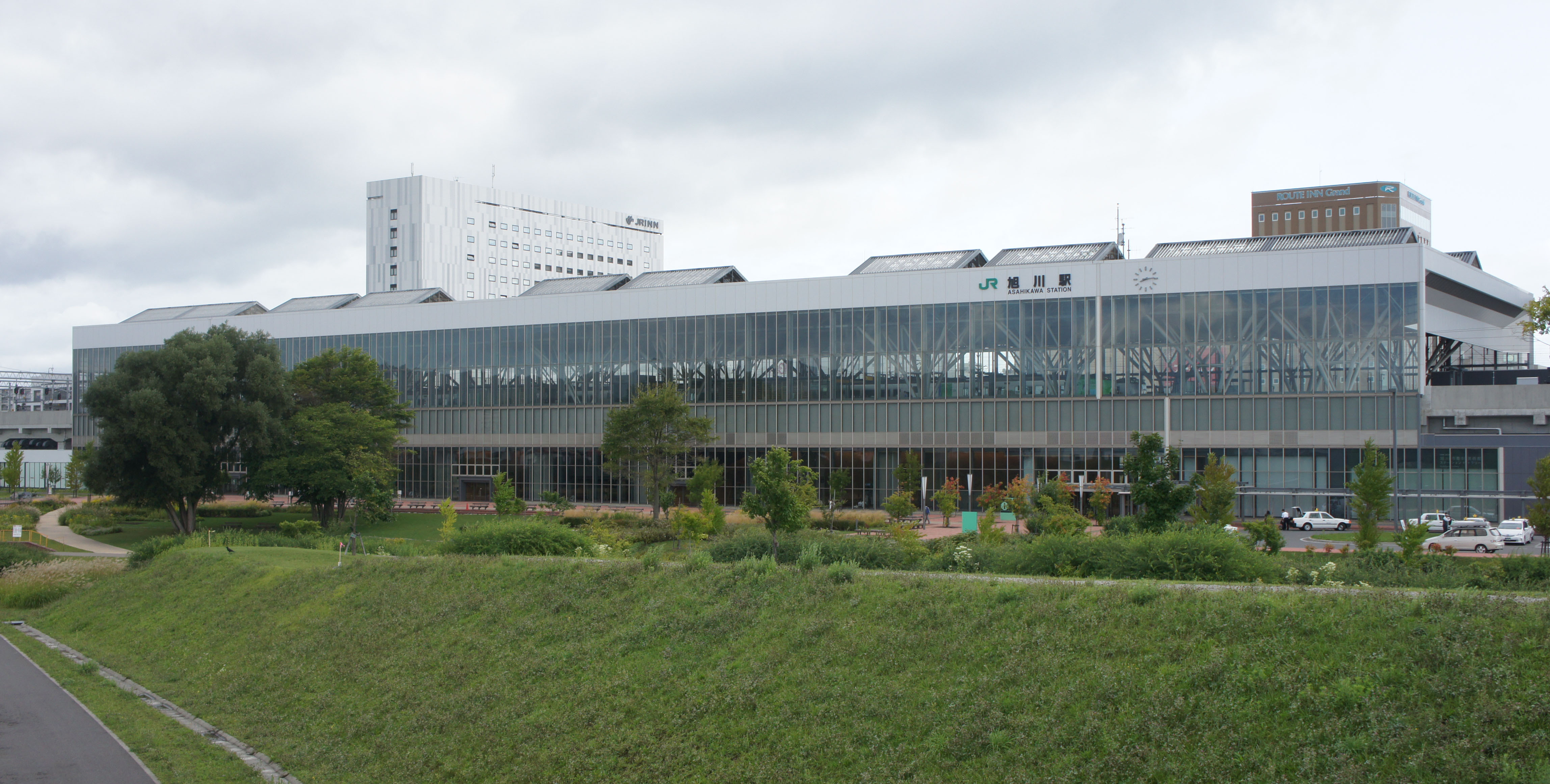
旭川駅舎（2017年8月）
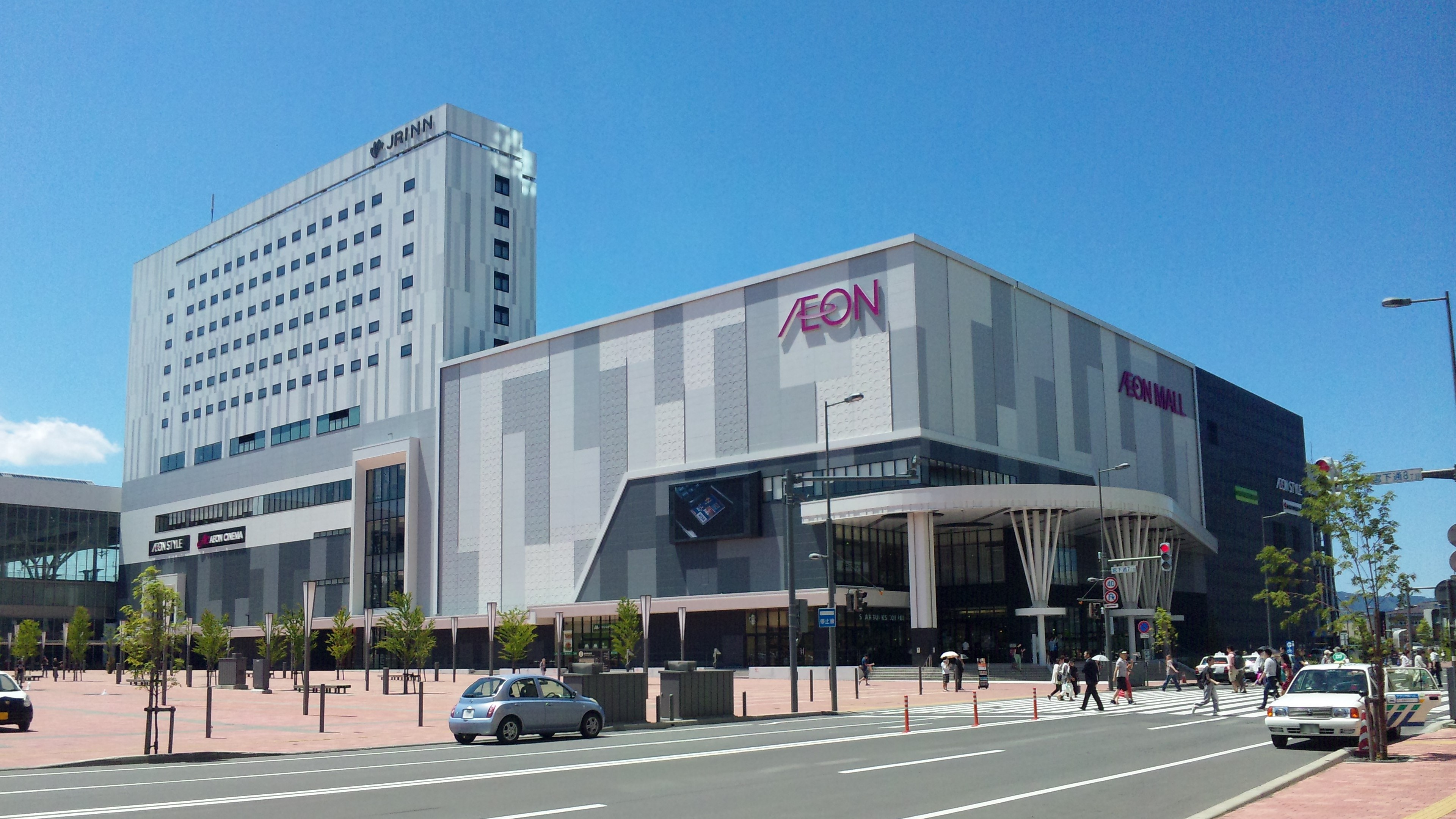
JRイン旭川・イオンモール旭川駅前（2016年6月）
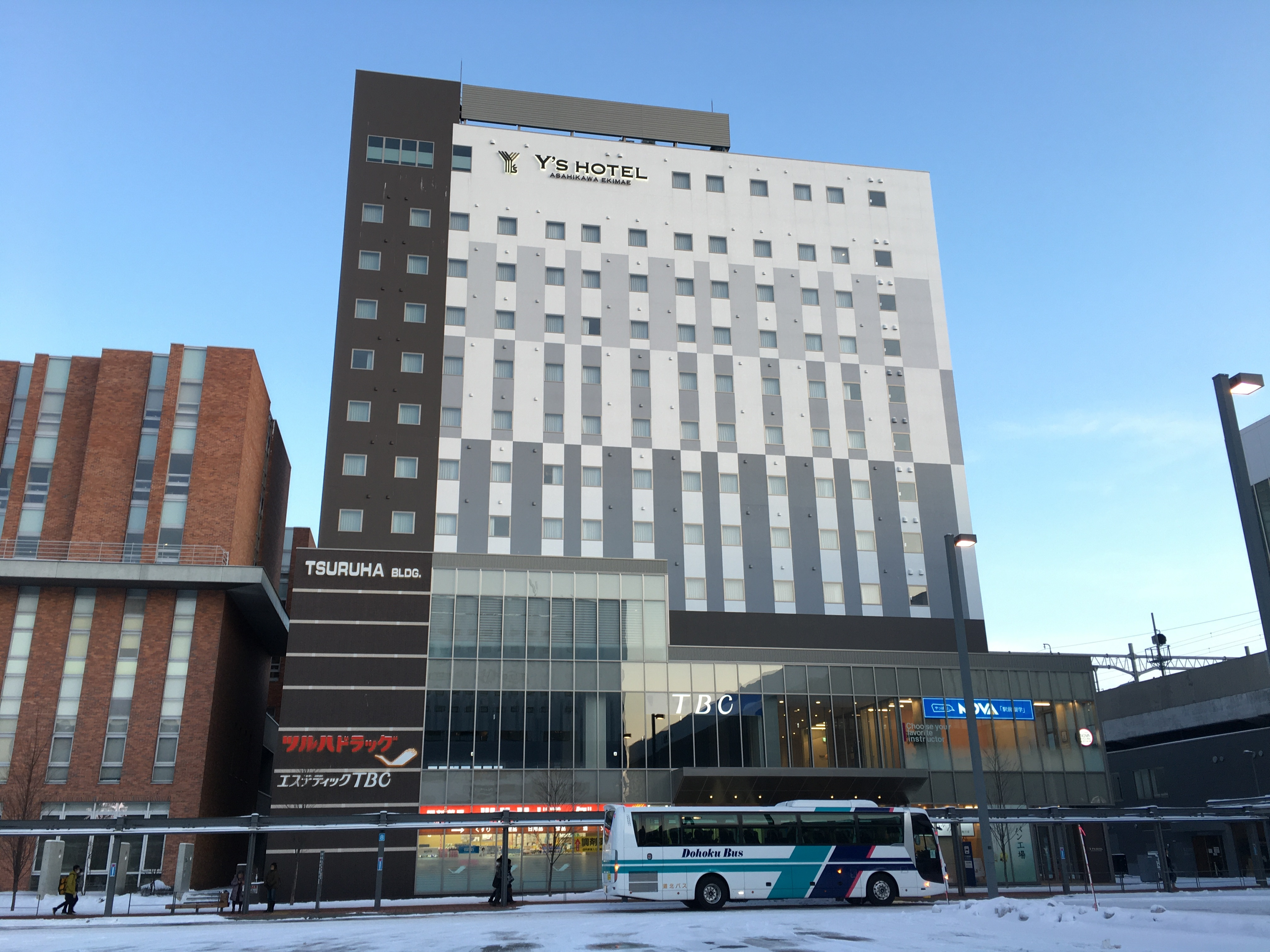
ツルハビルディング・ワイズホテル旭川駅前（2019年12月）
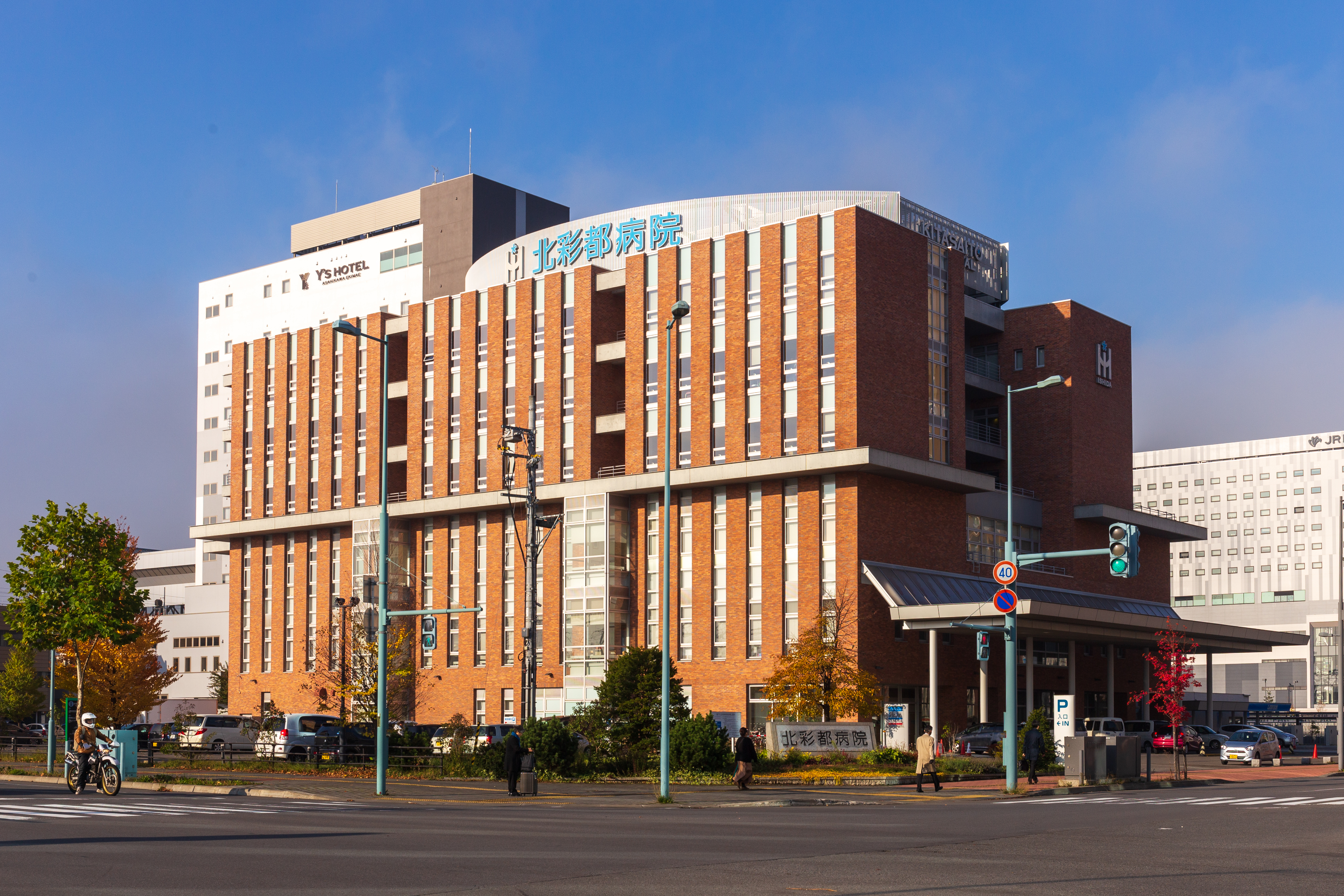
北彩都病院（2019年10月）

### 北彩都沿道地区（昭和通地区・大雪通地区・宮前通地区）
都市計画道路「大雪通」、「昭和通」及び「宮前通」の沿道街区であることから沿道サービス施設又は店舗、事務所などの誘導を図り、歩行者空間を創出するなど良好な街並みを形成する。
- 昭和通地区
  - 霊波之光旭川礼拝所
- 大雪通地区
  - ファイヤーバーグ宮前店
- 宮前通地区
  - 創価学会旭川平和講堂
  - なんでもリサイクルビッグバン旭川宮前店

### 北彩都リバーフロント地区
地区公園や自然環境豊かな忠別川に隣接する街区であることから、サービス施設等の導入を主とした緑豊かな都市空間を創出する。
- スターバックスコーヒー旭川北彩都店
- 森山病院
- あさひかわ北彩都ガーデン[58]

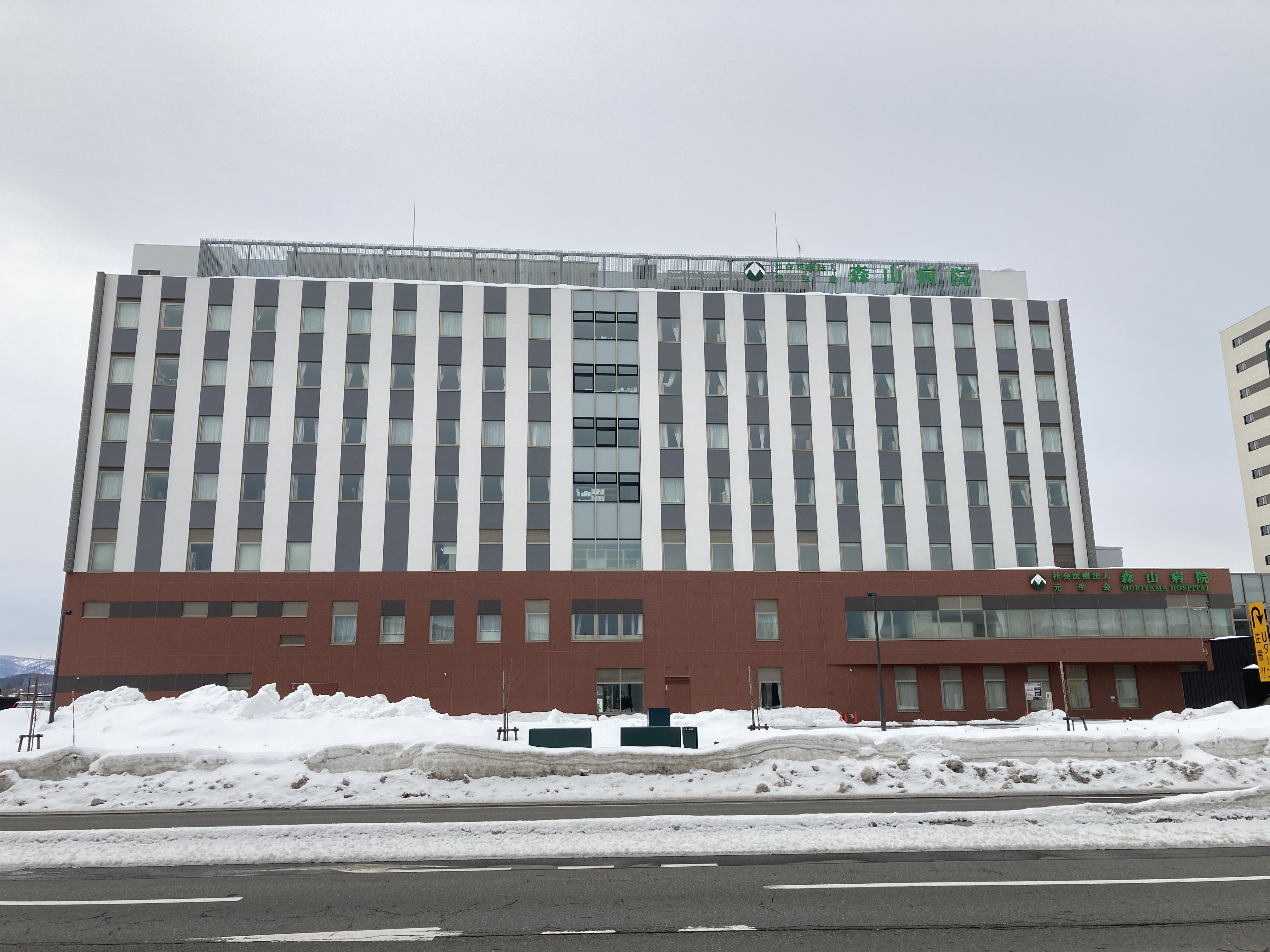
森山病院（2022年3月）

### 北彩都シビックコア地区
公共・公益施設と民間施設などとの立地を促進し、拠点都市にふさわしい行政機能の充実を図るとともに市民に開かれた新しい都市活動の核を形成する。

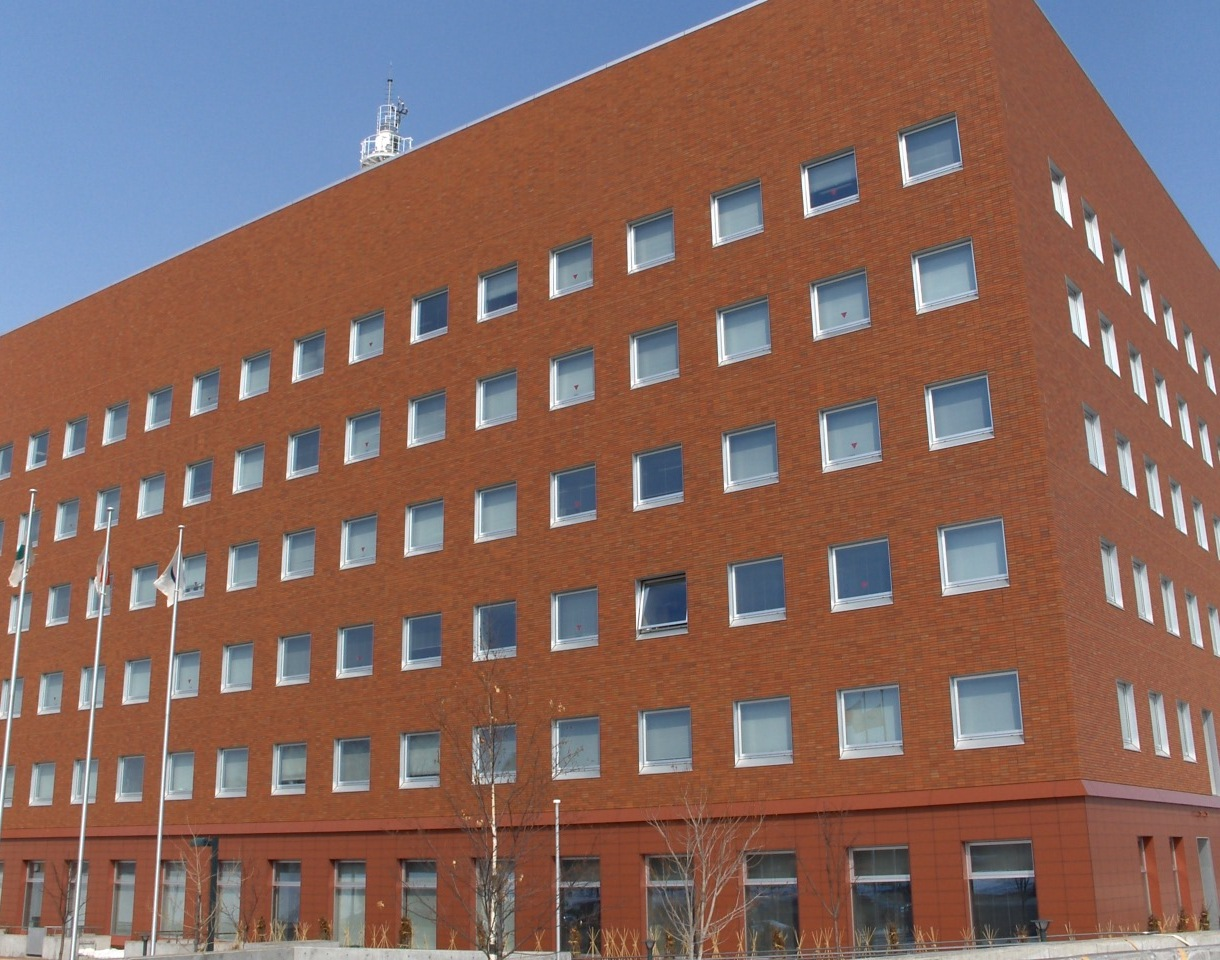
旭川合同庁舎
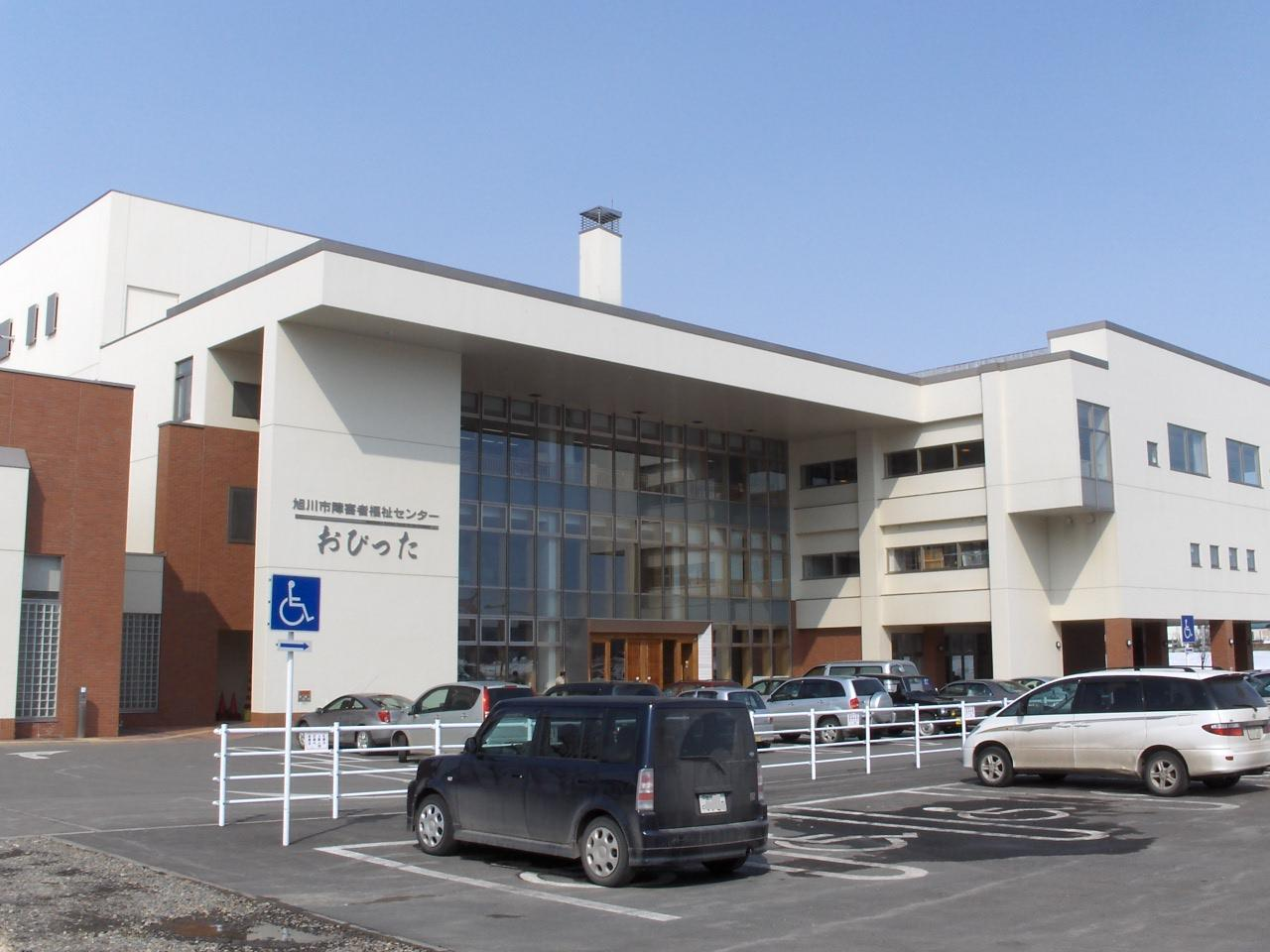
旭川市障害者福祉センターおぴった
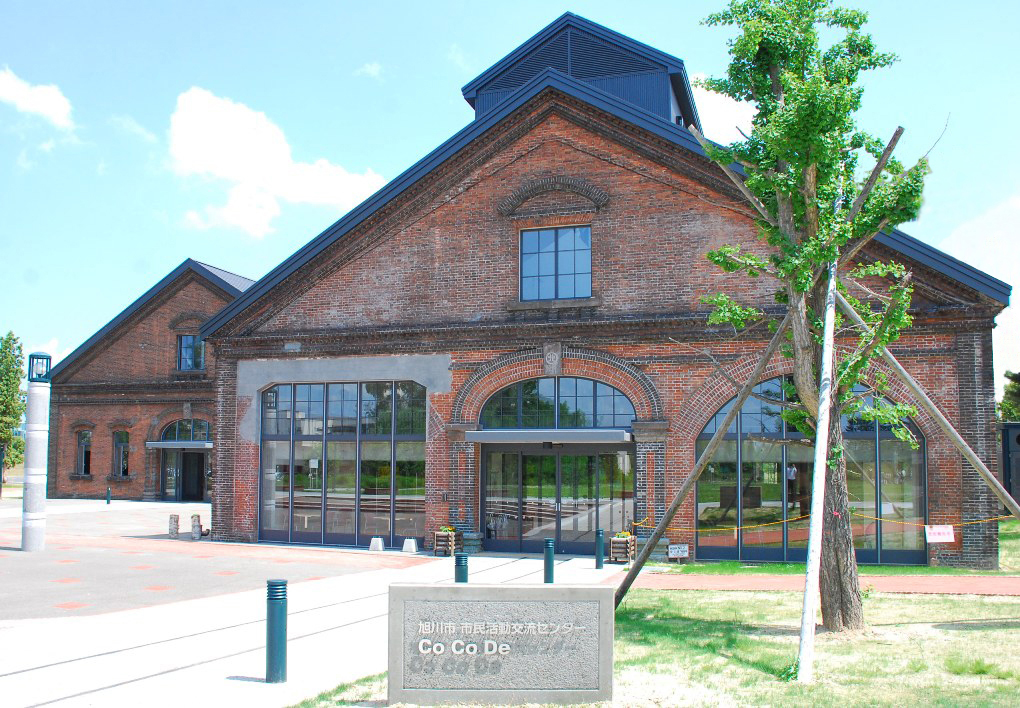
旭川市市民活動交流センター（CoCoDe）
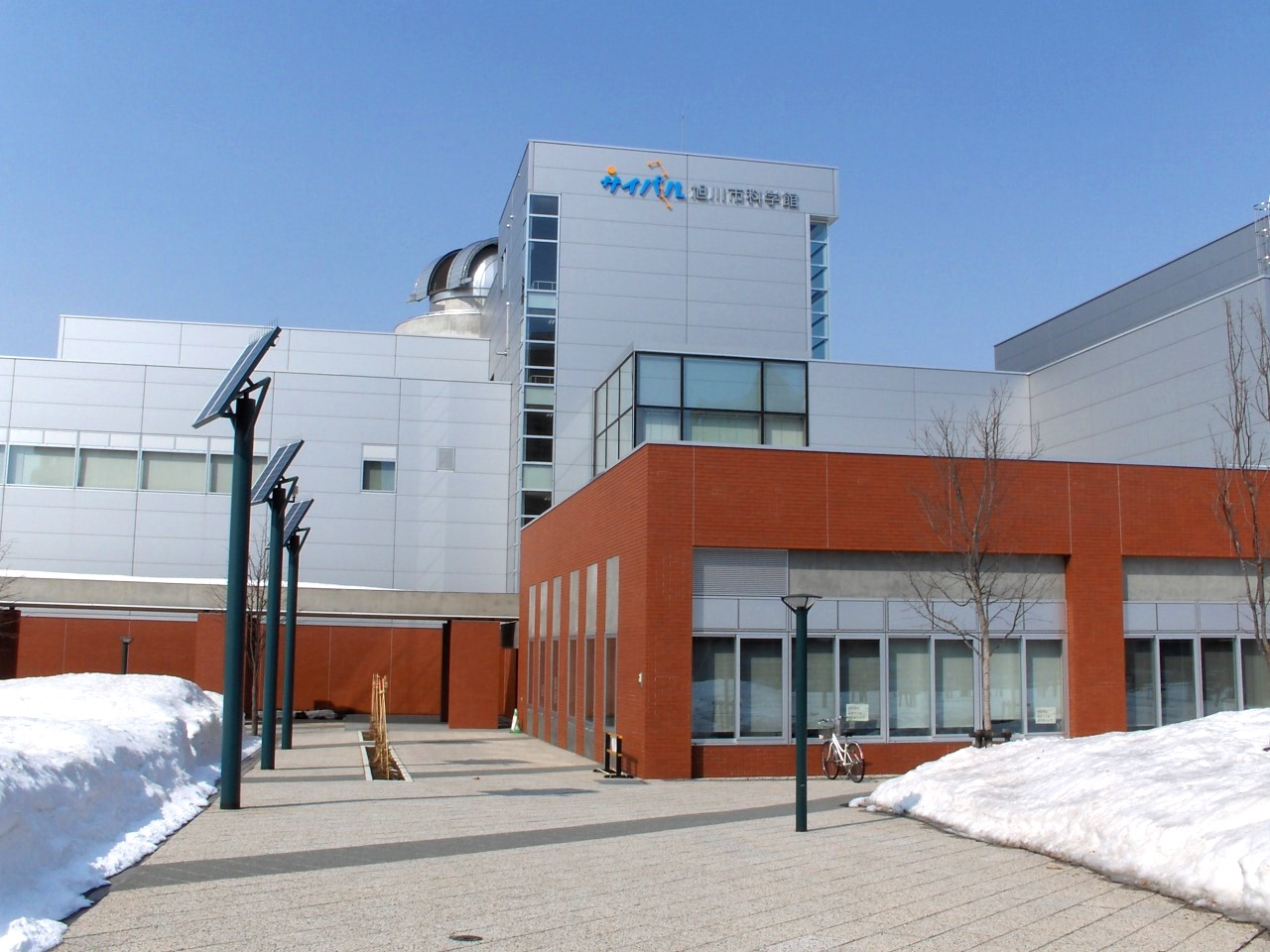
旭川市科学館 サイパル
- コメリパワー旭川宮前店[59]

- 旭川合同庁舎
- 旭川市障害者福祉センター（おぴった）
- 旭川市市民活動交流センター（CoCoDe）
- 旭川市科学館（サイパル）

### 北彩都都心居住A地区（東地区・西地区）
中高層の共同住宅を主とした立地を誘導し、都心の魅力と居住空間を連続させるなど新しい都心型の住環境を創出する。
- 東地区
  - マクドナルド旭川宮前通店
  - イエローハット旭川宮前店
  - ザ・ビッグ宮前通店
- 西地区
  - 北海道旅客鉄道（JR北海道）旭川支社

### 北彩都都心居住B地区
共同住宅と店舗、事務所などの複合用途建築物の立地を誘導し、土地の高度利用と新たな都心居住空間を形成する。
- 北彩都団地[60][61]
- 旭川市北彩都子ども活動センター ASOBI〜BA[62]

### 北彩都住宅A地区
低層の専用住宅を主体とした立地を誘導し、コミュニティスペースの形成を図るなど良好な住環境を創出する。

### 北彩都住宅B地区（東地区・西地区）
既に住宅地としての街区を形成している街並みに配慮しつつ低層の専用住宅を主体とした立地を誘導し、コミュニティスペースの形成を図るなど良好な住環境を創出する。

## 受賞
- 『日本都市計画学会・学会賞』計画設計賞[63]
- 『土木学会デザイン賞』最優秀賞[5]
- 『都市景観大賞』国土交通大臣賞（都市空間部門）[64]